# Milan Škoda
Milan Škoda (ur. 16 stycznia 1986 w Pradze) – czeski piłkarz grający na pozycji napastnika. Od 2012 jest zawodnikiem klubu Slavia Praga.

## Kariera klubowa
Swoją karierę piłkarską Škoda rozpoczął w 1992 roku w klubie ČAFC Praha. Następnie trenował w klubie Pragis Satalice i ponownie w ČAFC Praha. W 2001 roku zaczął grać w juniorach Bohemiansu 1905. W 2004 roku awansował do pierwszego zespołu. W sezonie 2004/2005 zadebiutował w nim w trzeciej lidze czeskiej. W sezonie 2005/2006 był wypożyczony do FK Mladá Boleslav, a następnie do Sokola Manětín. W sezonie 2006/2007 ponownie grał w Bohemiansie i wówczas wywalczył z nim awans z drugiej do pierwszej ligi. W sezonie 2008/2009 grał z Bohemiansem w drugiej lidze, a w latach 2009–2011 ponownie w pierwszej.
Latem 2011 roku Škoda został piłkarzem innego praskiego klubu, Slavii. Swój debiut w Slavii zaliczył 18 lutego 2012 roku w zremisowanym 0:0 wyjazdowym meczu z 1. FK Příbram. W sezonie 2014/2015 zdobył 19 goli i został wicekrólem strzelców czeskiej ligi (przegrał jednym trafieniem z Davidem Lafatą).
| Sezon   | Klub              | Kraj   | Rozgrywki | Mecze | Gole |
| ------- | ----------------- | ------ | --------- | ----- | ---- |
| 2004/05 | Bohemians 1905    | Czechy | III liga  | ?     | ?    |
| 2005/06 | FK Mladá Boleslav | Czechy | II liga   | ?     | ?    |
| 2005/06 | Sokol Manětín     | Czechy | IV liga   | ?     | ?    |
| 2006/07 | Bohemians 1905    | Czechy | II liga   | ?     | ?    |
| 2007/08 | Bohemians 1905    | Czechy | I liga    | 24    | 4    |
| 2008/09 | Bohemians 1905    | Czechy | II liga   | ?     | ?    |
| 2009/10 | Bohemians 1905    | Czechy | I liga    | 22    | 3    |
| 2010/11 | Bohemians 1905    | Czechy | I liga    | 28    | 8    |
| 2011/12 | Bohemians 1905    | Czechy | I liga    | 14    | 2    |
| 2011/12 | Slavia Praga      | Czechy | I liga    | 9     | 2    |
| 2012/13 | Slavia Praga      | Czechy | I liga    | 28    | 4    |
| 2013/14 | Slavia Praga      | Czechy | I liga    | 25    | 0    |
| 2014/15 | Slavia Praga      | Czechy | I liga    | 28    | 19   |
| 2015/16 | Slavia Praga      | Czechy | I liga    | 25    | 14   |
| 2016/17 | Slavia Praga      | Czechy | I liga    | 29    | 15   |

## Kariera reprezentacyjna
W reprezentacji Czech Škoda zadebiutował 12 czerwca 2015 w przegranym 1:2 meczu eliminacji do Euro 2016 z Islandią, rozegranym w Reykjavíku, gdy w 79. minucie zmienił Lukáša Váchę. 3 września 2015 w swoim drugim występie, w meczu eliminacji do Euro 2016 z Kazachstanem (2:1), strzelił swojego pierwsze dwa gole w kadrze narodowej.